# Куліси польові
Куліси польові або кулісні ряди (фр. coulisses — «виїмки, жолобки») — рядок або смуга з 2—3 рядків кукурудзи, соняшнику, сорго чи інших високостеблих рослин, висіяних на паровому полі для нагромадження снігу і захисту озимини від вимерзання рослин, а також від пилових бур, суховіїв, видування посівів. Агротехнічний тимчасовий прийом суміщення культур. Більш постійним агротехнічним прийомом є висаджування лісосмуг або смуг багаторічних кущів. На посівах огірків і баштанних культур куліси створюють з кукурудзи або з соняшнику, сорго для захисту рослин від холодних вітрів і суховіїв. Розташовують куліси перпендикулярно до напряму панівних вітрів з міжряддям, або перпендикулярно до напрямку схилу поля кратним ширині захвату тракторних агрегатів на сівбі і культивації. Для Лісостепу України науковці рекомендують на посівах озимих снігозатримувальні куліси з білої гірчиці, для Полісся — з люпину.
Агротехнічний прийом передбачає збільшення врожайності шляхом зменшення вітрового посушливого впливу на ґрунт у літній період під час вегетації корисних рослин та затримки снігу у полі у зимовий період, який може змітатись вітрами та зменшувати насиченість водою грунту. Рослини з кулісних рядів раніше вегетують та забезпечують сповільнення вітрової ерозії та вітряного випаровування води. Під час зимового періоду, сухостій кулісних рослин сповільнює змітання снігу з полів вітром, що позитивно сприяє насиченню водою грунту весною. Ряди рослин сіяться стандартними сіялками, з відступом який кратний до смуги захвату грунту, при його обробці технікою. У випадку вирощування кукурудзи та соняшнику як куліс на зиму, можуть залишати декілька рядів стебел соняшнику чи кукурудзи на зиму не скошуючи рядок рослин через кожні 15-20 м. Недотриманий врожай від залишено сухостою компенсує врожайність на наступний рік за рахунок утриманого снігу зимою.